# Học viện Âm nhạc Baku

Học viện Âm nhạc Hajibeyov Baku (tiếng Azerbaijan: Hacıbəyov adına Bakı Musiqi Akademiyası) là một trường âm nhạc hàng đầu của Azerbaijan. Học viện được thành lập năm 1920 ở Baku và có trước đây được biết đến với tên gọi Nhạc viện Nhà nước Hajibeyov Azerbaijan.

## Lịch sử
Năm 1920, nhà sáng tác nhạc Azerbaijan Uzeyir Hajibeyov khởi xướng một phong trào nhằm tuyên truyền và phổ biến nhạc cổ điển cho đại chúng. Ông đã trình bày báo cáo chi tiết cho Hội đồng Giáo dục Nhân dân Azerbaijan với đề nghị thành lập nhạc viện và đã được phê chuẩn. Do đó, Nhạc viện Nhà nước Azerbaijan đã được thành lập ngày 25 tháng 5 năm 1920. Hajibeyov đã trở thành một trong những giảng viên đầu tiên của nhạc viện này. Trong thập niên 1920, ông đã thành lập Bộ môn phương Đông duy nhất, nơi nhạc dân gian Azeri được dạy bằng cách truyền miệng truyền thống và bằng các phương pháp châu Âu. Cùng với nhà soạn nhạc Muslim Magomayev, ông đã phát triển tài liệu giảng dạy đầu tiên gọi là Các bài dân ca Azeri xuất bản năm 1927. Năm 1939, Hajibeyov được bầu làm hiệu trưởng. Năm 1991, trường được đổi tên thành Học viện Âm nhạc Hajibeyov Baku.
Trong thời kỳ Chiến tranh thế giới thứ 2, Học viện đã tổ chức hàng trăm buổi hòa nhạc phục vụ cho những đơn vị quân đội đang hồi sức tại các bệnh viện. It was enhanced with the Bulbul Specialized Secondary Music School in 1931, the Music Studio School in 1980, and the Mammadova Opera Studio in 1984. Đến năm 2002, thư viện của học viện này đã có hơn 235.000 tài liệu.
Học viện hiện có 3 khoa và 18 bộ môn. Học viện cũng đào tạo cao học, phó tiến sĩ kandidat) và tiến sĩ. Học viện có 2 phòng thí nghiệm nghiên cứu (Phòng thí nghiệm Phục hồi và Nâng cao các loại nhạc cụ cổ thành lập năm 1991 và Phòng thí nghiệm Cổ truyền Âm nhạc truyền khẩu chuyên nghiệp thành lập năm 1992).

## Các cựu sinh viên nổi tiếng
- Fikrat Amirov
- Zulfugar Baghirov
- Gara Garayev
- Tofig Guliyev
- Soltan Hajibeyov
- Jovdat Hajiyev
- Vagif Mustafazade
- Muslim Magomayev
- Ödön Pártos
- Vladimir Shainsky
- Asaf Zeynalli